# 1950 у футболі
Нижче наведені футбольні події 1950 року у всьому світі.

## Події
- Відбувся четвертий чемпіонат світу, перемогу на якому здобула збірна Уругваю.

## Засновані клуби
- Динамо (Дрезден) (Німеччина)
- Динамо (Тирана) (Албанія)

## Національні чемпіони
- Аргентина: Расінг (Авельянеда)
- Ісландія: КР
- Туреччина: Фенербахче
- ФРН: Штутгарт